# Lazo de corriente

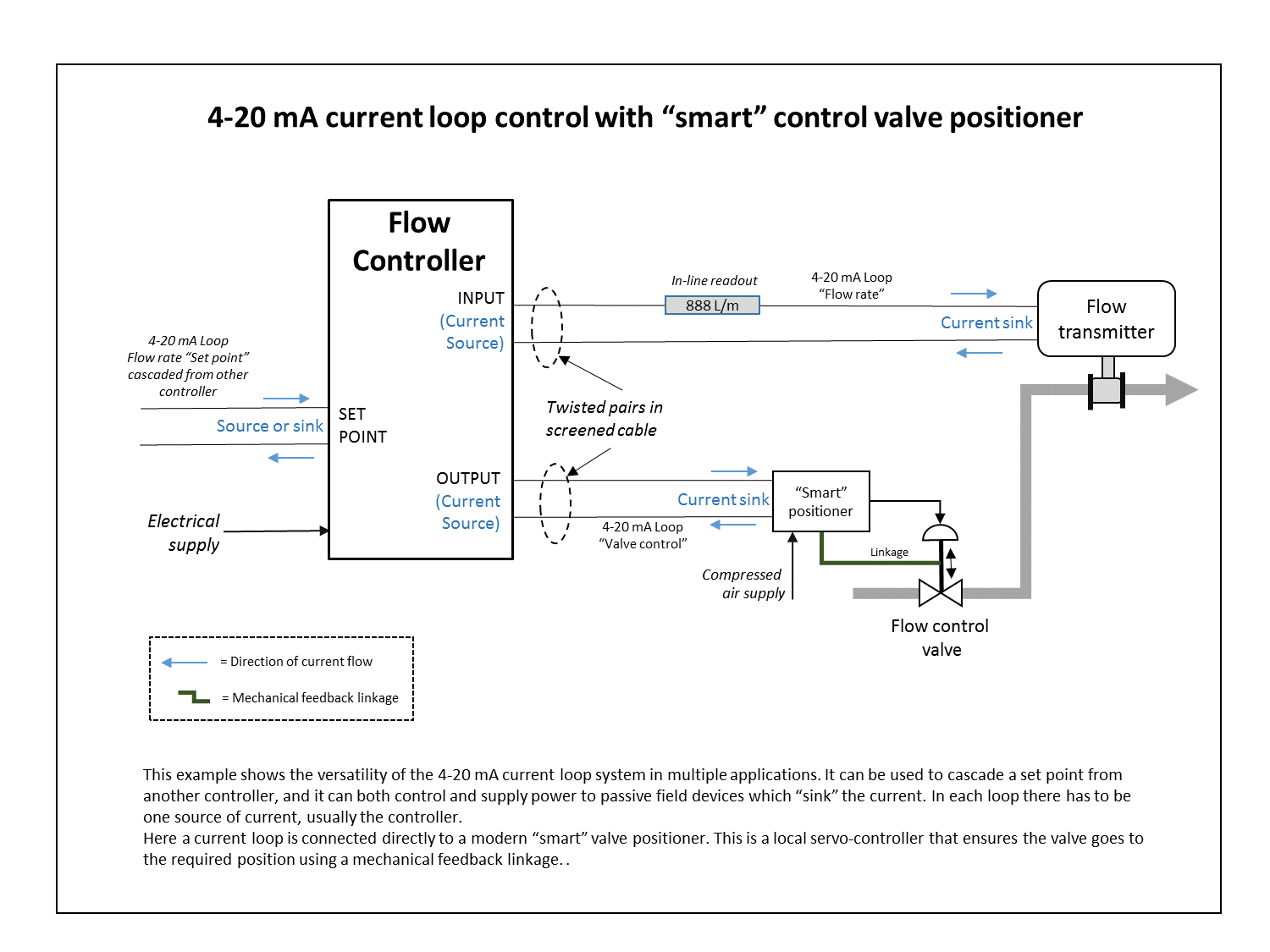
Ejemplo de bucles de corriente utilizados para detectar y controlar la transmisión. Se muestra un ejemplo específico de un posicionador de válvula inteligente.

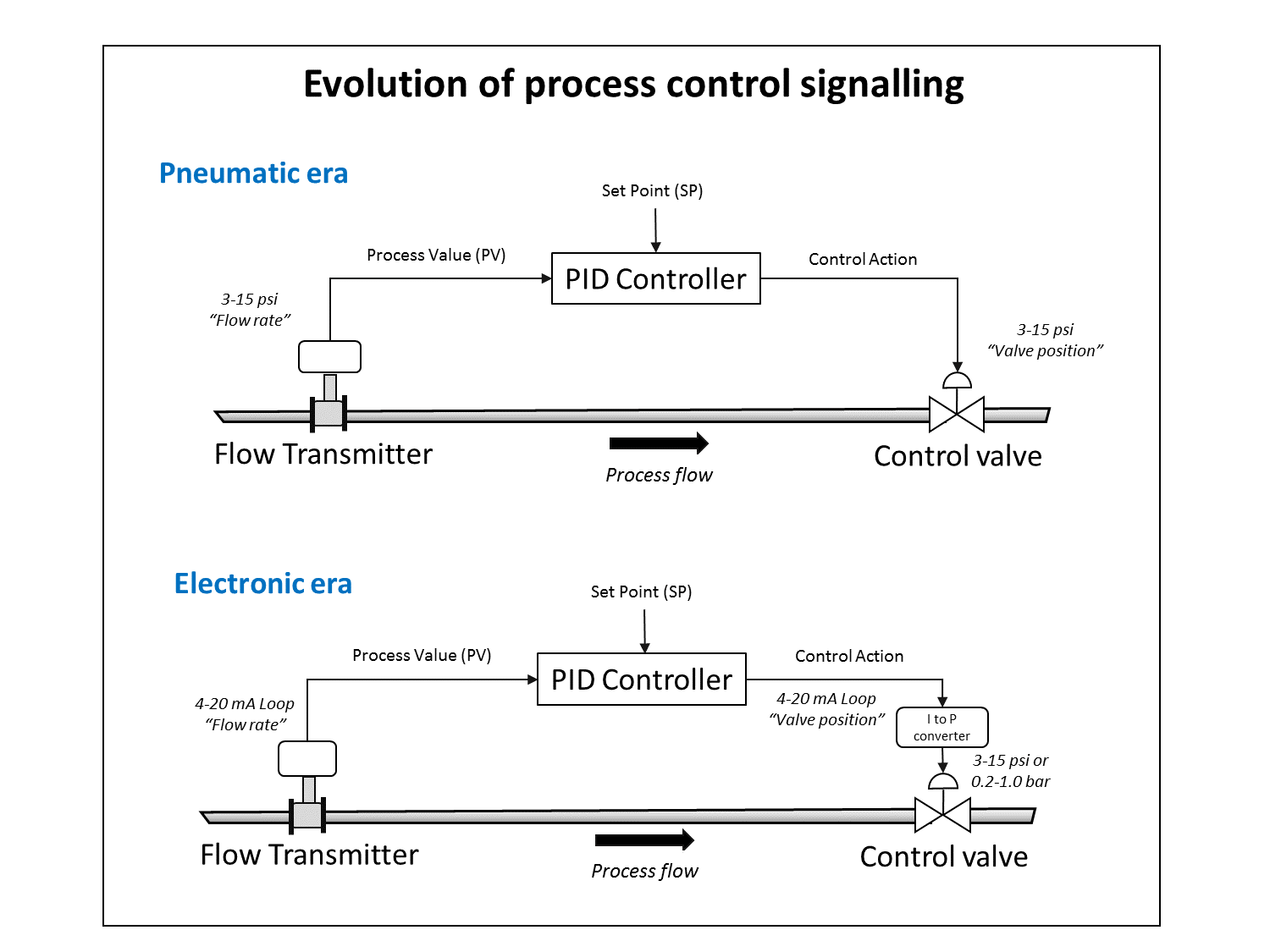
Evolución de la señalización de lazo de control desde la era neumática hasta la era electrónica.

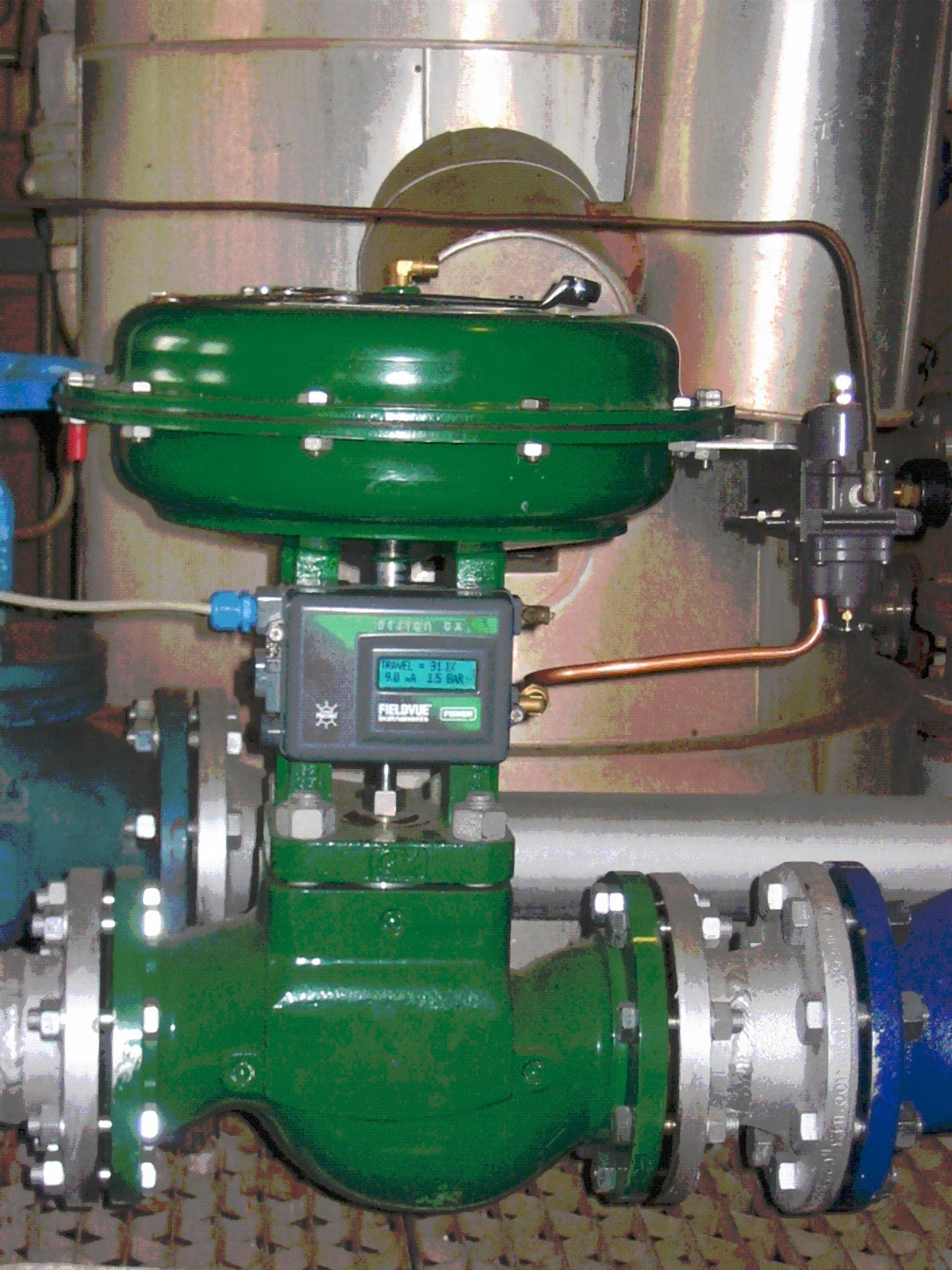
Válvula de control con actuador de diafragma neumático y posicionador de 4–20 mA cuya pantalla indica 9 mA, es decir, un recorrido de un 31%.

El lazo de corriente o bucle de corriente es un método utilizado en el control industrial para comunicarse con sensores o actuadores, que consiste en hacer circular una corriente en un par de conductores eléctricos, cuya intensidad es la imagen proporcional de la señal a transmitir.
Como en el caso del lazo de tensión, la norma ANSI/ISA-S50.1-1982 (Rev. 1992) recoge dos casos típicos de bucles de corriente, el lazo de corriente 0-20 mA y, el más ampliamente utilizado en el entorno industrial, el lazo de corriente 4-20 mA.
Se usa en aplicaciones de control de procesos, donde se utilizan ampliamente para transportar señales desde la instrumentación de procesos a los controladores PID, sistemas SCADA y controladores lógicos programables (PLC). También se utilizan para transmitir las salidas del controlador a los dispositivos de campo moduladores, como las válvulas de control. Estos lazos tienen las ventajas de la simplicidad y la inmunidad al ruido, y cuentan con una gran base internacional de usuarios y proveedores de equipos. Algunos dispositivos de campo de 4–20 mA pueden ser alimentados por el circuito de corriente en sí, eliminando la necesidad de fuentes de alimentación independientes, y el protocolo HART "inteligente" utiliza el circuito para las comunicaciones entre los dispositivos de campo y los controladores. Varios protocolos de automatización pueden reemplazar los lazos de corriente analógicos, pero 4–20 mA sigue siendo un estándar industrial principal.

## Descripción
El lazo de corriente más utilizado en la industria es el de 4-20 mA, donde 4 mA representa el mínimo de escala y 20 mA representa el máximo de escala, con una relación lineal entre la señal a transmitir y la intensidad de la corriente. Por tanto, una corriente de 8 mA corresponde al 25% de la escala; si la escala se define, por ejemplo, de -20 °C a 100 °C, la señal a transmitir es entonces 10 °C.
Hoy en día, los lazos de corriente, que son puramente analógicos, suelen complementarse con el protocolo HART o incluso sustituirse por buses de campo. Sin embargo, un bucle de corriente es más fácil de diagnosticar, ya que un simple multímetro, o incluso una pinza amperimétrica más simple, suele ser suficiente.

## Ventajas
Su principal ventaja, sobre otros métodos de transmisión de datos, es que la precisión de la señal transmitida no se ve afectada por las pérdidas de línea en largas distancias, ya que la corriente que fluye a través del bucle es suministrada por una fuente de corriente cuya intensidad se regula para que coincida con la señal que se va a transmitir, sea cual sea la resistencia de la línea.
Otra ventaja es que el uso de 4 mA como "cero" mejora la relación señal/ruido en niveles bajos. Este “cero” también hace que una falla de bucle sea más evidente. Un circuito de corriente que no funciona con una terminación o conexión abierta tiene un flujo de corriente cero que está fuera del rango válido de señal de 4 mA a 20 mA.

## Origen
El origen del bucle de corriente 4-20 mA hay que buscarlo en el contexto de la neumática. Antes de que las señales eléctricas se hicieran con el dominio del control de procesos, los sistemas de control usaban señales neumáticas para transmitir información y gobernar los actuadores. 
En ese entorno, estaba estandarizado el uso de una línea de aire comprimido que trabajaba entre los valores de 3 y 15 psi. La comunicación se realizaba enviando uno u otro valor o cualquiera intermedio. La ventaja de trabajar con un mínimo con presión (3 psi) permitía detectar los momentos en que había algún problema en la presión de la red, por fallos en el compresor o tuberías. Cuando se comenzó a usar el lazo de corriente, se decidió mantener este "cero vivo", es decir, con corriente mínima, con la finalidad de detectar si se producían pérdidas de continuidad en la línea. 
Aún se mantienen algunos sistemas de tipo neumático, en algunas aplicaciones instalaciones industriales son más apropiados, y existen convertidores entre los sistemas neumático y eléctrico que permiten compatibilizar equipos de ambas tecnologías en la misma instalación.